# Georg von Thaer

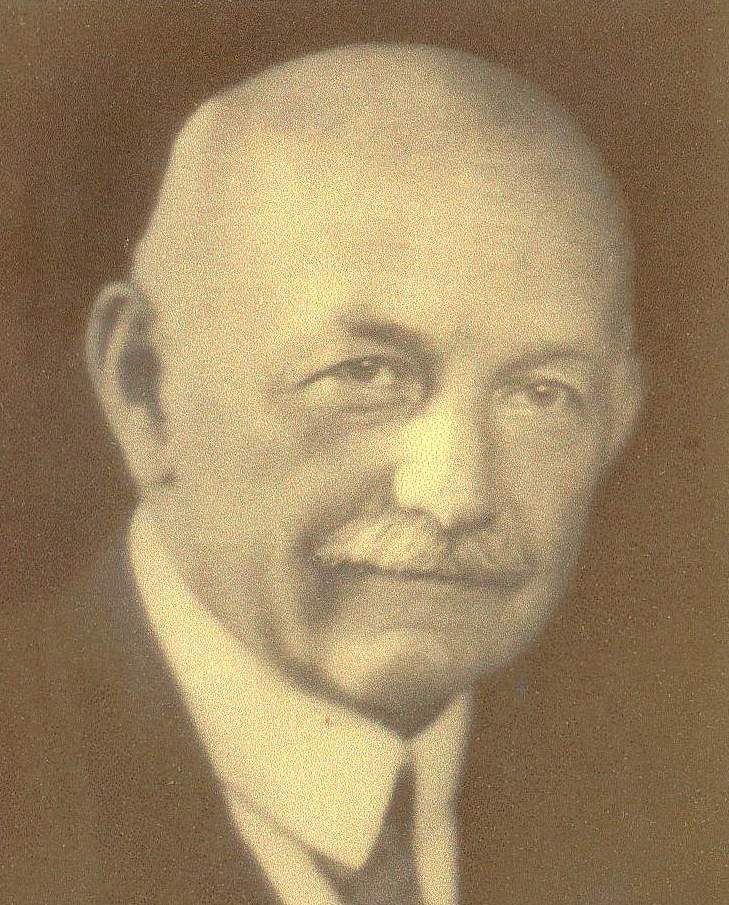
Georg von Thaer, Landeshauptmann der Provinzen Schlesien und Niederschlesien i. R., etwa 1942

Georg Friedrich Wilhelm von Thaer (* 23. September 1872 in Baldensruh bei Panten (heute Pątnów Legnicki), Schlesien; † 15. November 1946 in Hannover) war ein hoher Beamter in Schlesien. Von 1916 bis 1924 war er Landeshauptmann der Provinz Schlesien, von 1924 bis 1933 Landeshauptmann der Provinz Niederschlesien.

## Jugend und Ausbildung
Georg von Thaer wurde als viertes von sechs Kindern auf dem Gut Baldensruh bei Panten (seit 1945 Pątnów) im Kreis Liegnitz (seit 1945 Legnica) in Niederschlesien geboren. Sein Vater war Georg Ernst von Thaer (1834–1898), der 1867 wegen der Verdienste seines Großvaters auf dem Gebiet der Landwirtschaft und der Viehzucht zu Schloss Babelsberg am 9. September 1867 als von Thaer geadelt worden war. Seine Mutter war Franziska, geb. von Dresler und Scharfenstein (1843–1918), Tochter des Magdeburger und Wiesbadener Oberregierungsrates Otto von Dresler und Scharfenstein, einer ihrer Brüder war der nachmalige General der Infanterie und Pour-le-Mérite-Träger Hermann von Dresler und Scharfenstein (1857–1942). Georg von Thaers Urgroßvater war Albrecht Daniel Thaer, der Begründer der modernen Landwirtschaft.
Thaer wurde zunächst durch Hauslehrer ausgebildet und besuchte dann die Ritterakademie in Liegnitz. Anschließend studierte er in Breslau (seit 1945 Wrocław) Jura und legte mit 21 Jahren sein Examen mit Auszeichnung ab. Er promovierte (Dr. jur.) unter dem renommierten Professor Felix Dahn summa cum laude (Die Klagbarkeit der Differenzgeschäfte). Während seines Studiums wurde er Mitglied beim Verein Deutscher Studenten Berlin. Seinen Wehrdienst leistete Thaer beim 2. Garde-Feldartillerie-Regiment ab, er war Hauptmann der Landwehr.

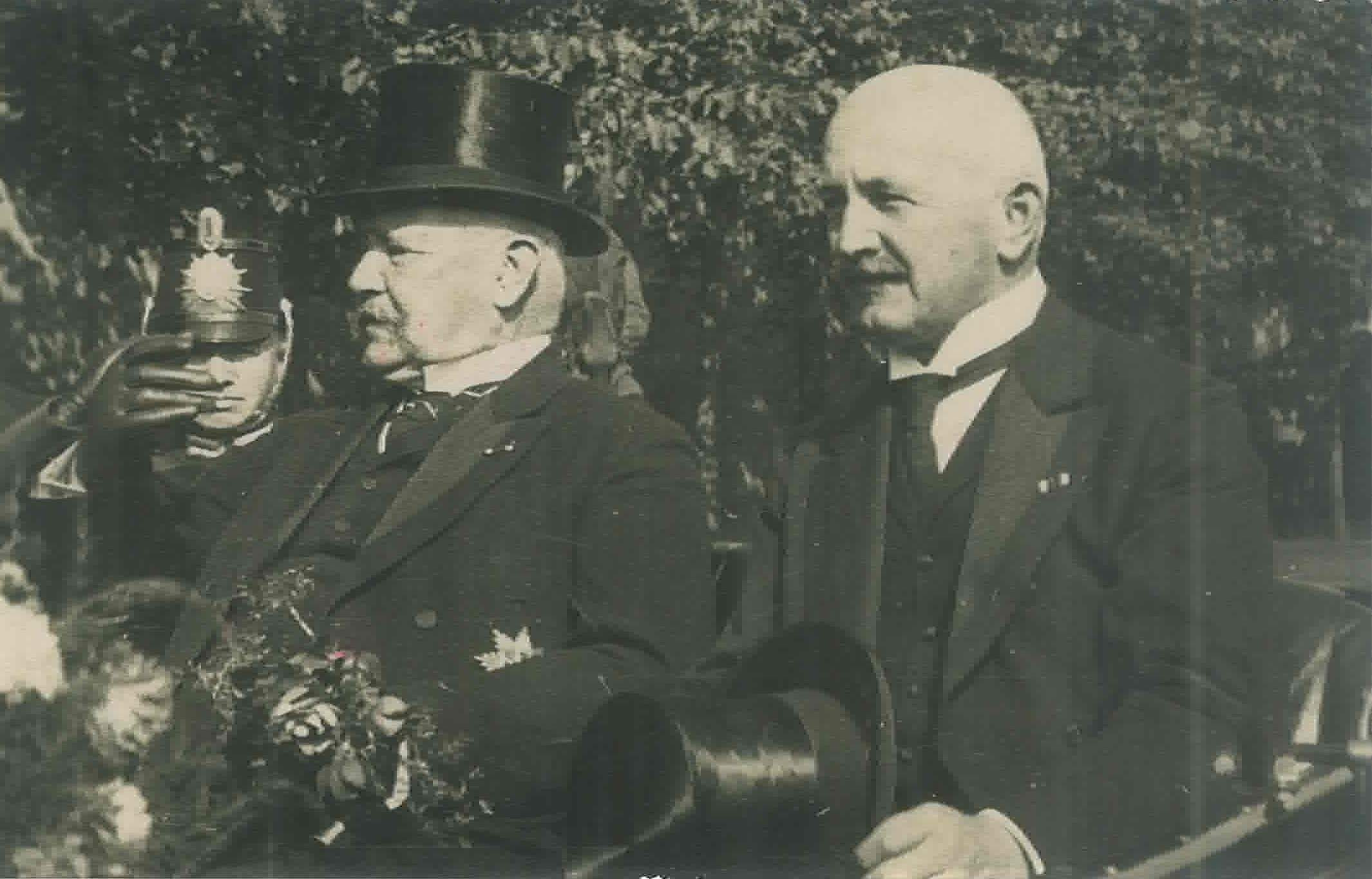
Der Landeshauptmann von Niederschlesien, Georg von Thaer, begleitet Reichspräsident Paul von Hindenburg 1928 auf dessen Reise durch Deutsch-Oberschlesien

## Staatsdiener
Nach einer Assessorentätigkeit 1899/1900 beim Oberpräsidenten in Breslau arbeitete Thaer ab 1901 im Oberpräsidium der Provinz unter dem dortigen Oberpräsidenten Fürst Hermann von Hatzfeldt sowie später dem Grafen Robert von Zedlitz-Trützschler. Von 1905 bis 1914 war er königlich-preußischer Landrat seines Heimatkreises Lublinitz (seit 1945 Lubliniec). In der Funktion als Landrat führte er unter anderem landwirtschaftliche Abendschulen in den Winterhalbjahren ein, in denen Landwirte des Kreises in moderner Viehzucht und Landwirtschaft ausgebildet wurden.
Ab Jahresbeginn 1915 wurde er dann zunächst als hoher Verwaltungsbeamter (beim Kommando der Heeresverwaltung) im Generalgouvernement Warschau abgestellt. Dort arbeitete er eng mit Bogdan Graf von Hutten-Czapski zusammen, der als vom Kaiser eingesetzter Vermittler zwischen polnischen und preußischen Interessen eine Wiedererrichtung des Königreichs Polen propagierte. Danach wurde Thaer als Kreischef von Tschenstochau (seit 1945 Częstochowa) und später als Abteilungsdirigent II (Chef der Abteilung für Schul- und Kultusangelegenheiten) eingesetzt. In dieser Funktion nahm er 1916 als Kommissar an den Verhandlungen zwischen Österreich und Deutschland über die weitere Entwicklung der polnischen Universitäten teil.
1916 wurde er als Landeshauptmann für die Provinz Schlesien gewählt. Infolge der Volksabstimmung und Teilung Oberschlesiens (1922) und der Entscheidung des oberschlesischen Provinziallandtages im Mai 1924, sich von Schlesien abzutrennen, war Thaer ab dem 6. Juni 1924 Landeshauptmann von Niederschlesien. 1933 wurde er noch vor Ablauf der Amtszeit (1934) seines Amtes enthoben, da er sich weigerte, bewährte Landräte gegen Vertreter der NSDAP auszutauschen.

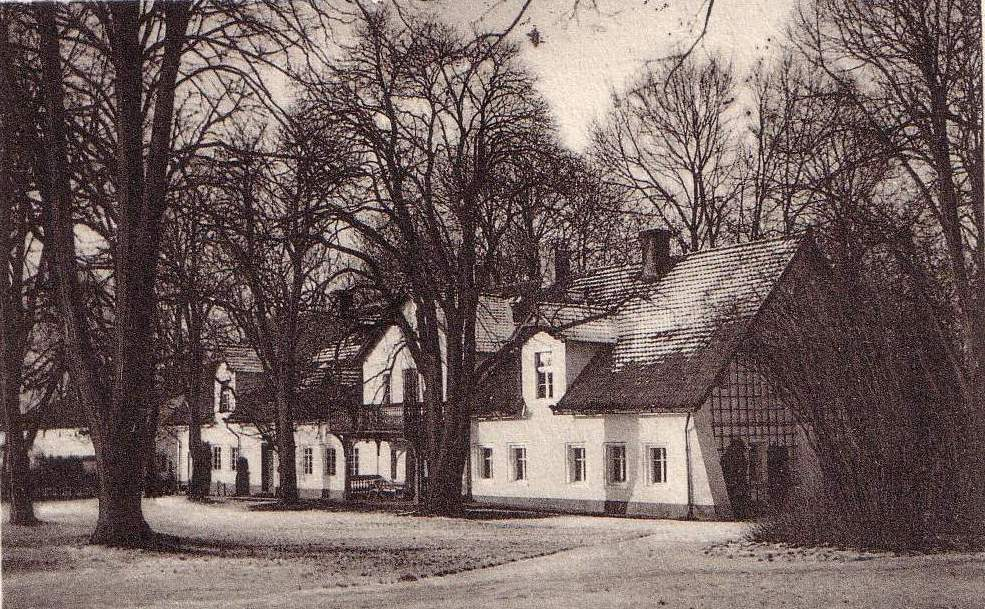
Gutshaus in Pawonkau, erbaut um 1800. Die Größe des Gutes betrug 1870 ca. 1.000 Hektar

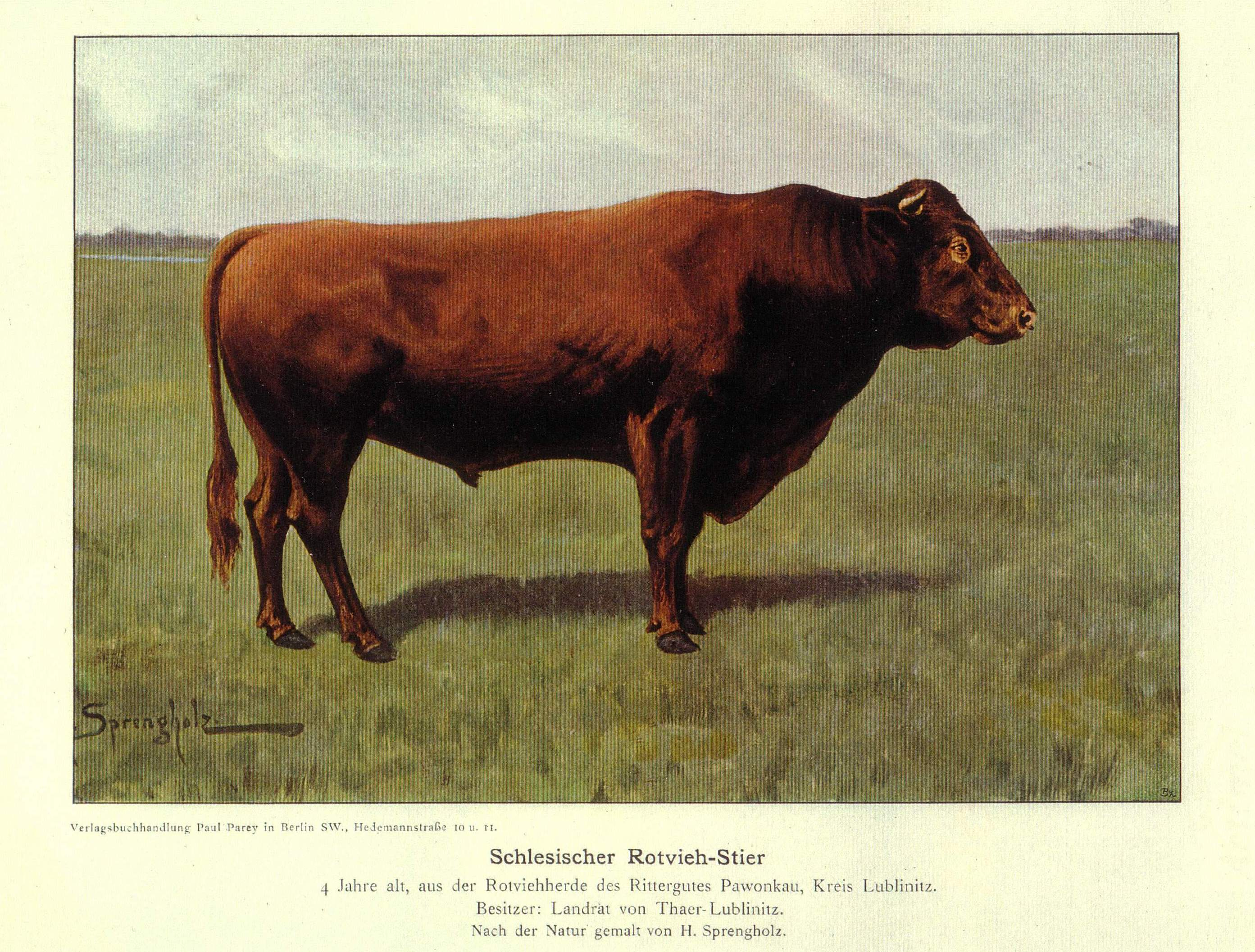
Schlesischer Rotvieh-Stier. 4 Jahre alt, aus der Rotviehherde des Rittergutes Pawonkau, ca. 1910

## Landwirt in Pawonkau
Bis zur Vertreibung im Januar 1945 bewirtschaftete Thaer das eigene Rittergut Pawonkau (seit 1945 Pawonków) im Kreis Lublinitz, das sein Vater 1866 von der Familie der Grafen Blumenthal (Suckow) erworben hatte. Dort baute er eine eingetragene Rinderstammherde (schlesisches Rotvieh) sowie eine Pferdezucht mit Pferdestammbuch (edles Warmblut mit Hannoveraner-Hengsten) auf. In seiner Funktion als Gutsbesitzer in Pawonkau war er unter anderem Aufsichtsratsvorsitzender der Kreismolkerei sowie Vorsitzender des Kreispferdezuchtvereins.
Thaer war Rechtsritter, des Johanniterordens, Ehrensenator der Friedrich-Wilhelms-Universität und der Technischen Hochschule in Breslau, Dr. Ing. h. c. (1925) der technischen Hochschule, von 1931 bis 1933 Senator der Kaiser-Wilhelm-Gesellschaft und Ehrenbürger der Städte Lublinitz und Guttentag (seit 1945: Dobrodzień). Obwohl er selber Protestant war, übernahm er die mit dem Besitz des Rittergutes verbundene Position des Patronatsherrn der katholischen Kirche in Pawonkau. Zusammen mit seiner Frau ermöglichte er – vermutlich 1932 – dem katholischen Frauenorden der Schwestern von der heiligen Elisabeth die Gründung eines der ersten Kindergärten Oberschlesiens in Pawonkau.
Thaer war außerdem seit 1938 zusammen mit seinem älteren Bruder, dem Generalmajor Albrecht von Thaer (1868–1957), Eigentümer des Rittergutes Süsswinkel (seit 1945 Kątna) bei Oels (seit 1945 Oleśnica), eines Geschenkes ihres Jugendfreundes Hans Merensky (1871–1952).
Einen Tag vor dem Einmarsch der Roten Armee in Pawonkau im Januar 1945 floh Thaer mit einem Teil der Pawonkauer Bevölkerung zunächst in das heutige Tschechien, von da aus über Halberstadt nach Rössing (Niedersachsen) bei Hildesheim. Einige Monate lang koordinierte er von dort aus noch Hilfsmaßnahmen für Schlesien-Flüchtlinge und vertrat den verstorbenen schlesischen Kommendator des Johanniterordens, den Politiker Alfred von Goßler.
Im Winter 1946 starb Georg von Thaer in einem Krankenhaus in Hannover. Beigesetzt wurde er auf dem Friedhof in Rössing, in seinem Grab wurde später auch seine Ehefrau beerdigt.

## Familie
Georg von Thaer war mit Margarethe Helene, geb. Walther-Weisbeck (1882–1961), der Tochter des königlichen Amtsrats auf dem Rittergut Wegeleben, August Walther-Weisbeck (1845–1925), verheiratet. Das Ehepaar hatte vier Kinder (Jutta, Ingeborg, Hans, Jürgen). Zwei Kinder starben jung, der Sohn Jürgen von Thaer fiel als Leutnant und Zugführer am 29. Juni 1944 bei Kämpfen im Rahmen der russischen Sommeroffensive Operation Bagration in Bobruisk an der Beresina (heute Weißrussland). Die Tochter Ingeborg (* 1913) heiratete 1936 Eckard Ferdinand Flechtner, Sohn des Generalmajors Arthur Flechtner.

## Veröffentlichungen
- Die Klagbarkeit der Differenzgeschäfte. Dissertation an der Schlesischen Friedrich-Wilhelms-Universität zu Breslau, VV. 7, Nr. 14, Schletter, Breslau 1895
- Die Provinzen Ober- und Niederschlesien, Grass, Barth & Comp. W. Friedrich, Breslau 1924
- Die Not und die Bedeutung der gefährdeten Ostmark: Niederschlesien. In: Hannoversche Hochschulblätter, Monatsschrift für akademisches Leben und nationale studentische Arbeit, Ostmark-Sonderausgabe: Der deutsche Osten, Nr. 4, Januar 1931, Verlag Hannover O., Schriftleiter: Hans Backe, S. 58–60

## Genealogie
- Gothaisches Genealogisches Taschenbuch der Briefadeligen Häuser 1907, 1. Jahrgang, Justus Perthes, Gotha, 26. November 1906, S. 769–770., ff.
- Gothaisches Genealogisches Taschenbuch der Adeligen Häuser. Alter Adel und Briefadel. 1921. 15. Jahrgang, Justus Perthes, Gotha, 14. Dezember 1920, S. 837–838.
- Gothaisches Genealogisches Taschenbuch der Adeligen Häuser. Zugleich Adelsmatrikel der Deutschen Adelsgenossenschaft. Teil B (Briefadel) 1939. 31. Jahrgang, Justus Perthes, Gotha 1938.
- Walter von Hueck, Friedrich Wilhelm Euler, u. a.: Genealogisches Handbuch der Adeligen Häuser 1977, B (Briefadel), Band XII, Band 64 der Gesamtreihe GHdA, Hrsg. Deutsches Adelsarchiv, C. A. Starke, Limburg (Lahn) 1977, S. 478–480. ISSN 0435-2408
- Eberhard Willich: Nachfahrentafel von Martin Willich (1583–1633). Stand Dezember 2004, Heidelberg 2004, S. 51, S. 267–269.

## Weitere Literatur
- Andrzej Siwiński: Wzorcowy majątek ziemski w Pawonkowie. Gazeta Częstochowska – Tygodnik Regionalny, Przedsiębiorstwo Wydawnicze Produkcyjne Usługowe Sp. z o.o. Częstochowa, Częstochowa, Nr. 450–479
- Franciszek Hawranek, Encyklopedia powstań śląskich, Instytut Śląski w Opolu, Wydaw. Inst. Śląskiego w Opolu, 1982, S. 91